# Giuseppe Di Capua
Giuseppe Di Capua (Salerno, 15 de marzo de 1958) es un deportista italiano que compitió en remo como timonel.
Participó en cuatro Juegos Olímpicos de Verano, obteniendo tres medallas, oro en Los Ángeles 1984, oro en Seúl 1988 y plata en Barcelona 1992, en la prueba de dos con timonel, y el séptimo lugar en Moscú 1980, en la misma prueba.
Ganó once medallas en el Campeonato Mundial de Remo entre los años 1981 y 1993.

## Palmarés internacional
| Juegos Olímpicos   | Juegos Olímpicos             | Juegos Olímpicos  | Juegos Olímpicos        |
| Año                | Lugar                        | Medalla           | Prueba                  |
| ------------------ | ---------------------------- | ----------------- | ----------------------- |
| 1984               | Los Ángeles (Estados Unidos) | Medalla de oro    | Dos con timonel         |
| 1988               | Seúl (Corea del Sur)         | Medalla de oro    | Dos con timonel         |
| 1992               | Barcelona (España)           | Medalla de plata  | Dos con timonel         |
| Campeonato Mundial |                              |                   |                         |
| Año                | Lugar                        | Medalla           | Prueba                  |
| 1981               | Múnich (RFA)                 | Medalla de oro    | Dos con timonel         |
| 1982               | Lucerna (Suiza)              | Medalla de oro    | Dos con timonel         |
| 1982               | Lucerna (Suiza)              | Medalla de oro    | Ocho con timonel ligero |
| 1983               | Duisburgo (RFA)              | Medalla de bronce | Dos con timonel         |
| 1985               | Malinas (Bélgica)            | Medalla de oro    | Dos con timonel         |
| 1986               | Nottingham (Reino Unido)     | Medalla de plata  | Dos con timonel         |
| 1987               | Copenhague (Dinamarca)       | Medalla de oro    | Dos con timonel         |
| 1989               | Bled (Yugoslavia)            | Medalla de oro    | Dos con timonel         |
| 1990               | Tasmania (Australia)         | Medalla de oro    | Dos con timonel         |
| 1991               | Viena (Austria)              | Medalla de oro    | Dos con timonel         |
| 1993               | Račice (República Checa)     | Medalla de plata  | Dos con timonel         |